# Takis Lemonis

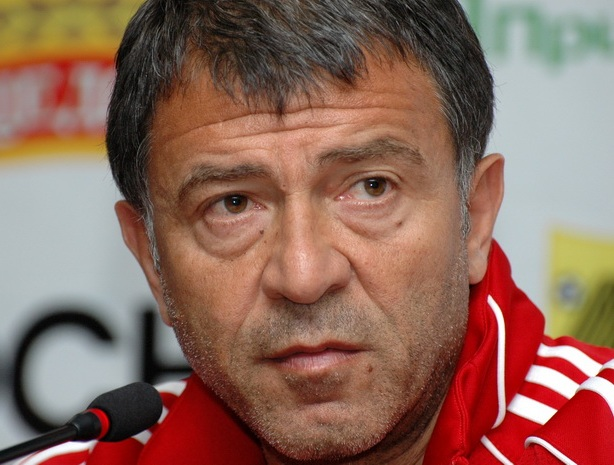
Takis Lemonis

Takis Lemonis (Grieks: Τάκης Λεμονής) (Athene, 13 januari 1960) is een Griekse voetbalcoach en ex-voetballer.

## Carrière als speler
Lemonis speelde voor de Griekse club Attikos voor hij naar Olympiakos ging, waar hij van 1979 tot 1987 speelde. Hij speelde ook voor Levadiakos van 1988 tot 1991. Tijdens zijn carrière speelde Lemonis tweemaal voor het Grieks voetbalelftal.

## Carrière als coach
Nadat hij stopte met voetbal (als speler), leerde Lemonis coachen in Engeland, en in 1996 werd hij hoofdcoach van Asteras Zografou. In 2000 keerde hij terug naar Olympiakos als de assistent-coach, en na het ontslag van Ioannis Matzourakis, werd hij hoofdcoach. Lemonis had in Griekenland veel succes met Olympiakos, maar voldeed op internationaal vlak niet aan de verwachtingen van de fans, waardoor hij werd ontslagen in oktober 2002. Sindsdien coachte hij APOEL FC (Cyprus, 2003), Kallithea FC (Griekenland, 2005) en Levadiakos (Griekenland, 2006) dat hij overigens terug naar de Alpha Ethniki wist te brengen voor het seizoen van 2006.
In september 2006 verving Lemonis nogmaals Matzourakis, ditmaal als coach van Skoda Xanthi. Hij nam zijn ontslag in december 2006, en later die maand verving hij Trond Sollied als de hoofdcoach van Olympiakos. Hij bleef er tot maart 2007 coach.
Eind 2008 werd hij trainer bij Panionios, alwaar hij maar één match trainer was. Na amper 20 dagen vertrok hij er al. Van maart 2009 tot oktober 2010 was hij werkzaam als hoofdtrainer van Omonia Nicosia. In december 2010 keerde hij terug naar Panionios.